# Strijkkwartet nr. 11 (Holmboe)
Vagn Holmboe voltooide zijn Strijkkwartet nr. 11 “Rustica” in 1972. 
Holmboe componeerde zijn elfde genummerde strijkkwartet in vier delen. Het kreeg de generale toevoeging Rustica, maar begint onrustig. Het eerste deel Allegro leggiero met snelle loopjes in de tweede-viool- en altvioolpartij en pizzicato op de cello, terwijl de eerste viool zijn onrustige partij speelt. Ook de aanduidingen van het tweede deel laat geen rust zien met termen als Tempo giusto (speels) en Allegro robusto (robuust). De rust komt pas in deel 3: Andante tranquillo, licht golvend maar met onrustige ondertoon. Deel vier Allegro brioso (schitterend) is weer in de stijl van de eerste twee delen.
Het werk ging in première op 8 augustus 1973; het Scandinavische strijkkwartet was de uitvoerende.
Bij de uitgave voor Dacapo Records in 1998 werd vermeld dat de strijkkwartetten na die van Carl Nielsen gezien werden als belangrijke strijkkwartetten binnen de Deense klassieke muziek. Desalniettemin bleven die opnemen zeker tot 2020 de enige opnamen. 
Strijkkwartet nr. 1 · Strijkkwartet nr. 2 · Strijkkwartet nr. 3 · Strijkkwartet nr. 4 · Strijkkwartet nr. 5 · Strijkkwartet nr. 6 · Strijkkwartet nr. 7 · Strijkkwartet nr. 8 · Strijkkwartet nr. 9 · Strijkkwartet nr. 10 · Strijkkwartet nr. 11 · Strijkkwartet nr. 12 · Strijkkwartet nr. 13 · Strijkkwartet nr. 14 · Strijkkwartet nr. 15 · Strijkkwartet nr. 16 · Strijkkwartet nr. 17 · Strijkkwartet nr. 18 · Strijkkwartet nr. 19 · Strijkkwartet nr. 20
Ongenummerd: Sværm · Quartetto sereno